# Nachal Har'el
Nachal Har'el (hebrejsky: נחל הראל) je vádí v pahorkatině Šefela, nedaleko západního okraje Judských hor v Izraeli.
Začíná v nadmořské výšce okolo 300 metrů severně od vesnice Tarum. Směřuje pak k západu mírně se zahlubujícím údolím se zalesněnými svahy, přičemž ze severu míjí masiv hory Har Tnufa, z jihu vesnici Ta'oz. Podél vádí vede dálnice číslo 44. U vesnice Har'el se tok stáčí k západu a jihozápadu, obchází vesnici Kfar Urija, u níž přijímá zleva vádí Nachal Urija. Směřuje potom zemědělsky využívaným údolím jižně od obcí Gizo a Celafon, v němž jižně od vesnice Tal Šachar ústí zprava do potoka Sorek, poblíž pahorku Tel Bataš a zaniklé železniční stanice Ajn Sadžid.